# Minako Takashima
Minako Takashima (jap. 高嶋 美奈子, Takashima Minako) ist eine ehemalige japanische Fußballspielerin.

## Karriere

### Verein
Sie begann ihre Karriere bei Nissan FC Ladies. 1994 folgte dann der Wechsel zu Shiroki FC Serena.

### Nationalmannschaft
Takashima absolvierte ihr erstes Länderspiel für die japanischen Nationalmannschaft am 21. August 1994 gegen Österreich.